# Gusztáv Oláh
Gusztáv László Oláh de Lanzséri i Talmács (Budapest, 20 d'agost, 1901 – Munic, 19 de desembre, 1956) director d'òpera, dissenyador de vestuari i escenografia hongarès guanyador de dues vegades amb el premi Kossuth, artista destacat. Era fill de Gusztáv Oláh, un metge.

## Biografia
La seva mare, Róza Fodor (1868-1961), pintora, el va introduir en la teoria i la pràctica de les belles arts. Va estudiar estructura espacial a la Universitat Tècnica. Volia ser arquitecte, però aviat es va interessar per la música. Va sol·licitar l'Acadèmia de Música, on es va graduar amb una llicenciatura en piano. Des de 1921 va treballar a l'Òpera Estatal d'Hongria, on es va convertir en assistent de Jenő Kéméndy. Des de 1936 va ser director, més tard director en cap. Va desenvolupar representacions d'òpera amb tota una gamma de tecnologia escènica moderna i solucions escèniques. També va aconseguir un èxit significatiu a l'estranger (Suècia, Rússia, Alemanya).

Va ser pintor, músic, científic, esteta i tècnic, professor a la Facultat d'Arts Aplicades i director del Teatre Nacional en paral·lel a les seves activitats operístiques. El 1943, va dirigir una pel·lícula basada en la novel·la de Lajos Zilahy sota el títol Jocs a l'aire lliure de Szeged. Va participar en l'organització del primer Festival a l'aire lliure de Szeged. A Munic, mentre dirigia una representació de Khovànsxina, va morir inesperadament el 1956. el 19 de desembre.
| « | "Gusztáv Oláh va ser l'ànima del Teatre de l'Òpera durant gairebé quatre dècades: dissenyador, director d'escena en cap, gerent d'escena, director de ballet. La seva obra sempre es va caracteritzar per exigències inflexibles; ampliant horitzons; l'objectiu era mantenir-se al dia, i fins i tot convertir-se en, l'avantguarda de la vida musical internacional. Volia aconseguir-ho principalment a través de la política de programes, és a dir, ampliant el repertori en la direcció correcta i elevant el nivell professional del conjunt artístic. No era principalment un geni de la direcció, ni tan sols un fenomen dissenyador-escènic: era un geni operístic únic i extraordinari. Tot el teatre musical era a les seves cel·les. Si revisava un fragment de piano o una partitura, ho sabia tot sobre la peça en poques hores. A més de les solucions estilístiques i tècniques, fins i tot podia saber el pressupost i quantes hores de treball podien trigar els tallers a completar la feina necessària per a la representació." | » |

– Klára Huszár

## Produccions teatrals i dissenys
Per conèixer les seves produccions teatrals i els seus dissenys escenogràfics, aneu al seu arxiu de la Viquipèdia hongaresa.

## Els seus estudis
- Pel realisme de les representacions d'òpera
- Sobre la cultura del moviment dels cantants d'òpera
- Sobre el problema de la direcció i la interpretació a l'òpera (Arts del Teatre i del Cinema, 1952, 1955)

## Els seus premis
- Premi Kossuth (1951, 1954)
- Artista Destacat (1952)

## La seva memòria
La placa commemorativa de Gusztáv Oláh porta el seu nom